# Saint-Colomban (Québec)
Saint-Colomban è un comune del Canada, situato nella provincia del Québec, nella regione di Laurentides.